# Јелоунајф
Јелоунајф (енгл. Yellowknife, догриб Somba K'e) је главни град Северозападних територија на северу Канаде. По подацима из 2006. имао је 18.700 становника. Налази се на северној обали Великог ропског језера, око 400 km јужније од поларног круга. 
Јелоунајф је настао 1935. када је откривено злато у овом региону. Од 1967. главни је град Северозападних територија. 

## Географија
Јелоунајф се налази на Канадском штиту, који је у последњем леденом добу огољен до камења. Околни пејзаж је веома каменит и благо валовит, са много малих језера поред већег Великог ропског језера. Дрвећа попут смрче и брезе има у изобиљу, као и мањег жбуња, али има и много површина са релативно голим стенама са лишајевима. Висока географска ширина Јелоунајфа узрокује велике варијације између трајања дана и ноћи. Трајање дана креће се од пет сати дневног светла у децембру до 20. сати у јуну. Грађански сумрак траје целу ноћ од краја маја до средине јула. 

## Становништво
| 1996.  | 2001.  | 2006.  | 2011.  | 2016.  | 2021.  |
| ------ | ------ | ------ | ------ | ------ | ------ |
| 17.275 | 16.541 | 18.736 | 19.234 | 19.569 | 20.340 |

## Партнерски градови
- Фербанкс
- Јакутск